# Stanfield (Arizona)
Stanfield és una concentració de població designada pel cens del Comtat de Pinal a l'estat d'Arizona (Estats Units d'Amèrica).

## Demografia
Segons el cens del 2000, Stanfield tenia 651 habitants, 187 habitatges, i 146 famílies La densitat de població era de 63,5 habitants/km².
Dels 187 habitatges en un 37,4% hi vivien nens de menys de 18 anys, en un 44,9% hi vivien parelles casades, en un 23,5% dones solteres, i en un 21,9% no eren unitats familiars. En el 17,1% dels habitatges hi vivien persones soles el 9,1% de les quals corresponia a persones de 65 anys o més que vivien soles. El nombre mitjà de persones vivint en cada habitatge era de 3,48 i el nombre mitjà de persones que vivien en cada família era de 3,94.
Per edats la població es repartia de la següent manera: un 32,6% tenia menys de 18 anys, un 11,8% entre 18 i 24, un 28% entre 25 i 44, un 17,7% de 45 a 60 i un 10% 65 anys o més.
L'edat mediana era de 28 anys. Per cada 100 dones de 18 o més anys hi havia 100,5 homes.
La renda mediana per habitatge era de 22.391 $ i la renda mediana per família de 32.614 $. Els homes tenien una renda mediana de 15.938 $ mentre que les dones 15.000 $. La renda per capita de la població era de 9.210 $. Aproximadament el 32,1% de les famílies i el 32,6% de la població estaven per davall del llindar de pobresa.

## Poblacions properes
El següent diagrama mostra les poblacions més properes.